# Einham
Einham ist ein Gemeindeteil der Großen Kreisstadt Traunstein im oberbayerischen Landkreis Traunstein.
Das Dorf in der Gemarkung Haslach liegt gut drei Kilometer südwestlich des Zentrums von Traunstein.

## Geschichte
Im Mittelalter war Einham Sitz einer Hauptmannschaft des Amtes Oberchiemgau des Herzogtums Bayern, die die Orte Aberg, Einham, Irlach, Neuling, Staudach und Tinnerting umfasste. Die Grundherrschaft lag bis 1803 beim Domkapitel Salzburg. Der Ort kam zur 1818 mit dem bayerischen Gemeindeedikt begründeten Landgemeinde Haslach. Diese wurde am 1. Mai 1978 nach Traunstein eingemeindet.